# 293

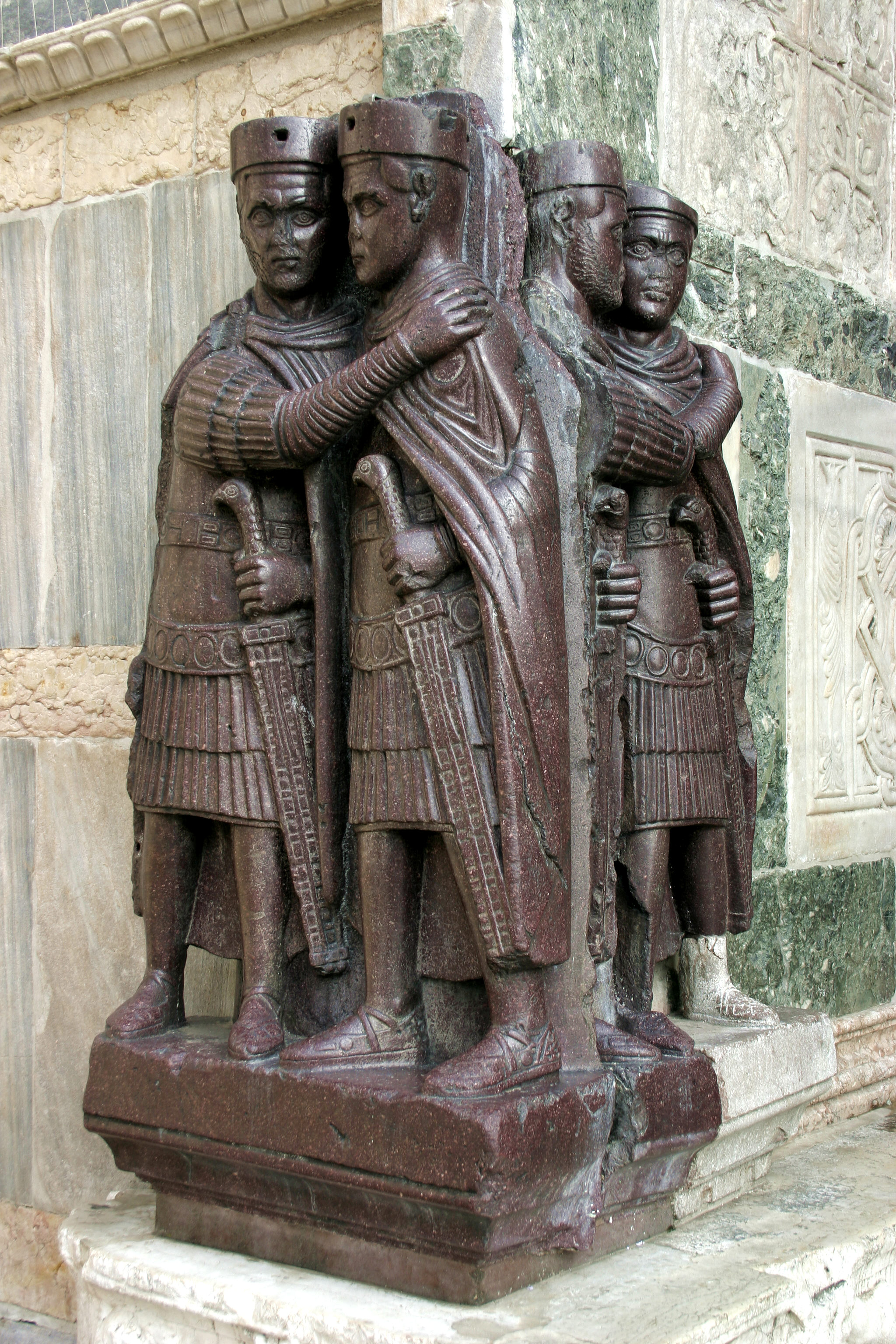
De vier tetrarchen, Venetië

Het jaar 293 is het 93e jaar in de 3e eeuw volgens de christelijke jaartelling.

## Gebeurtenissen

### Italië
- 1 maart - Keizer Diocletianus verdeelt het Romeinse Rijk en vormt in Milaan het viermansbewind, de zogenaamde Tetrarchie ("heerschappij van vier").
- Diocletianus en Maximianus benoemen twee troonopvolgers: Constantius I "Chlorus" en Galerius, ze krijgen van de Senaat de titel Caesar aangeboden.
- Rome is niet langer meer het centrum van het Rijk, het staatsbestuur wordt gevestigd in vier hoofdsteden:
  - Nicomedia (Klein-Azië): zetel van Diocletianus
  - Milaan (Italië): zetel van Maximianus
  - Trier (Duitsland): zetel van Constantius I "Chlorus"
  - Sirmium (Balkan): zetel van Galerius
- Het Paleis van Diocletianus wordt gebouwd, het is gelegen aan een baai bij Split (huidige Kroatië).

### Europa
- Constantius Chlorus verjaagt de troepen van usurpator Carausius uit Noord-Gallië en verovert de strategische havenstad Boulogne.
- Constantius Chlorus verslaat de Franken aan de Rijngrens. Koning Gennobaudes vestigt zich in de streek waar nu de Betuwe is.

### Brittannië
- Carausius wordt vermoord door zijn rentmeester Allectus, hij neemt het gezag over en roept zich uit tot "koning" van Brittannië.

### Perzië
- Koning Bahram II overlijdt na een 17-jarig schrikbewind, hij wordt opgevolgd door zijn zoon Bahram III.
- Bahram III wordt na vier maanden van de troon gestoten door de opstandige adel en vermoord.
- Narses (293-301) volgt zijn oom op en regeert als koning over het Perzische Rijk.

## Overleden
- Bahram II, koning van de Sassaniden (Perzië)
- Bahram III, koning van de Sassaniden (Perzië)
- Carausius, Romeins usurpator van Noord-Gallië en Brittannië